# West Jefferson (Karolina Północna)
West Jefferson – miasto w Stanach Zjednoczonych, w stanie Karolina Północna, w hrabstwie Ashe.